# NGC 465
NGC 465 est un amas ouvert du Petit Nuage de Magellan situé dans la constellation du Toucan. 
Il a été découvert par l'astronome écossais James Dunlop en 1826.